# Eriocaulon cabralense
Eriocaulon cabralense är en gräsväxtart som beskrevs av Silveira. Eriocaulon cabralense ingår i släktet Eriocaulon och familjen Eriocaulaceae. Inga underarter finns listade i Catalogue of Life.